# Gran Museo del Mundo Maya
El Gran Museo del Mundo Maya de Mérida es un museo ubicado en la ciudad de Mérida, Yucatán, México. Fue inaugurado el 21 de diciembre de 2012, con motivo del fin de la cuenta larga conforme al calendario maya. Dedicado a las culturas mayas históricas y presentes.
El edificio que alberga al museo fue reconocido en 2013 el Premio Iberoamericano CIDI Obra Emblemática del Año 2013 en Arquitectura, Interiorismo, Diseño, Museografía, Iluminación y Edificación que otorga el Consejo Iberoamericano de Diseñadores de Interiores (CIDI).
Por otro lado, también generó entre académicos de arquitectura un rechazo a la obra, no solo porque la misma estuvo implicada en un proceso polémico de endeudamiento excesivo de 143 millones de pesos al año durante 20 años ($2,860 millones en total) para un museo así como de un traslado inadecuado de piezas, durante el cual muchas sufrieron daños irreparables, por lo que no se exponen dichas piezas
Así como grupos de arquitectos locales han manifestado su apoyo a esa obra monumental de la gobernadora en turno, otros académicos de la misma rama, han considerado que el mismo es "un nido de la vacuidad" y "a falta de ética, queda la estética" según el portal especializado en proyectos arquitectónicos Arquine y el investigador del Centro INAH Yucatán, José Luis Sierra Villarreal.

## Ubicación
El museo se encuentra ubicado a un costado del Centro de Convenciones Yucatán Siglo XXI en donde estuvo el complejo industrial Cordemex. Cerca de este museo, se encuentra la salida hacia el periférico para dirigirse a puerto Progreso, en donde se encuentra uno de los puertos de arribo de cruceros más importantes de Yucatán, considerado puerta de entrada al mundo maya.

## Inauguración

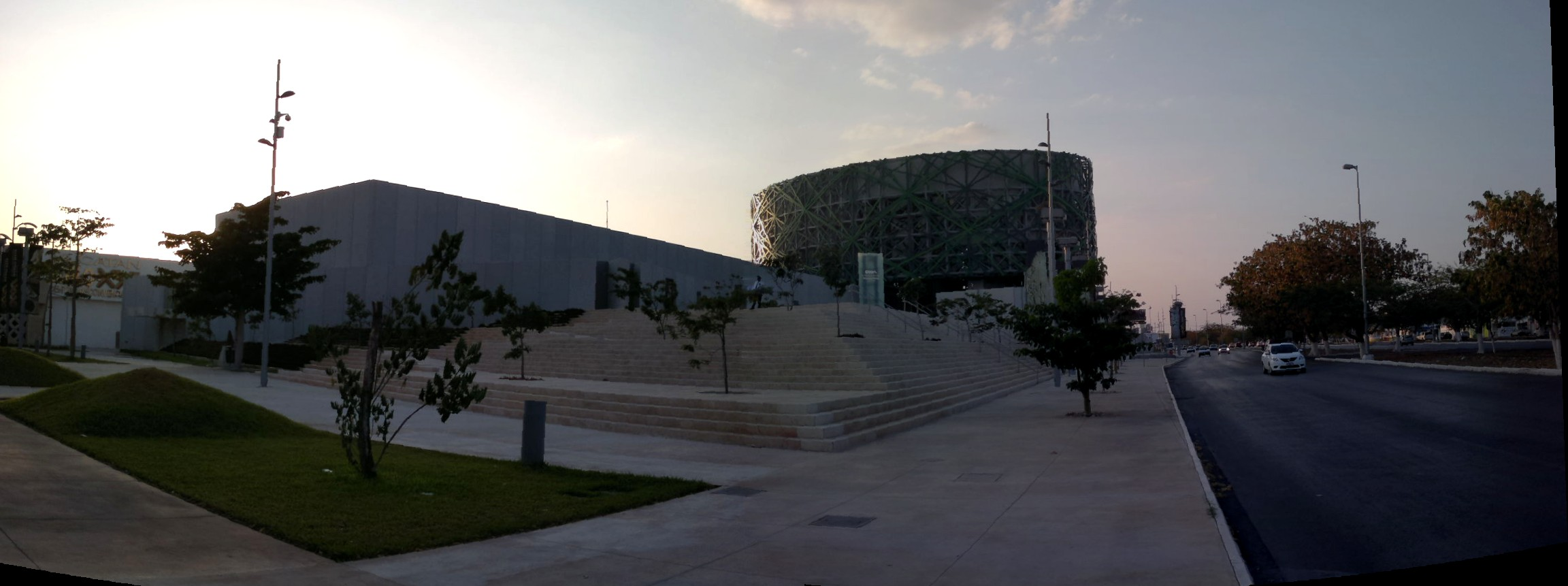
Atardecer en el Gran Museo del Mundo Maya de Mérida.

La primera inauguración del museo fue el 24 de septiembre de 2012 por el presidente Felipe Calderón Hinojosa y la gobernadora de Yucatán Ivonne Ortega Pacheco.
El museo fue inaugurado por segunda ocasión en el mismo año, la noche del 21 de diciembre de 2012 por el presidente de México Enrique Peña Nieto y el gobernador de Yucatán en funciones, Rolando Zapata Bello.

## Exposición
El museo cuenta con cuatro salas de exposiciones permanentes y dos temporales. La selección de piezas estuvo a cargo del museógrafo José Enrique Ortiz Lanz. Cuenta con alrededor de 800 piezas arqueológicas, provenientes del Museo Regional de Antropología de Yucatán "Palacio Cantón".
También han expuesto, en la entrada de sus salas y por primera vez en México, las enigmáticas piezas como las calaveras lacandonas de cristal de cuarzo "Kin Bat".[cita requerida]

## Edificio
Para el diseño del edificio se realizó concurso de licitación pública, de la cual resultaron ganadores Grupo 4A Arquitectos a cargo de los arquitectos Enrique Duarte Aznar, Ricardo Combaluzier Medina, Josefina Rivas Acevedo y William Ramírez Pizarro.
La arquitectura está basada en el árbol de la Ceiba que es sagrado para la cosmovisión maya. Las salas de exposición permantente ocupan un área construida de 2,000 m² y las temporales de 600 m².

## Premios

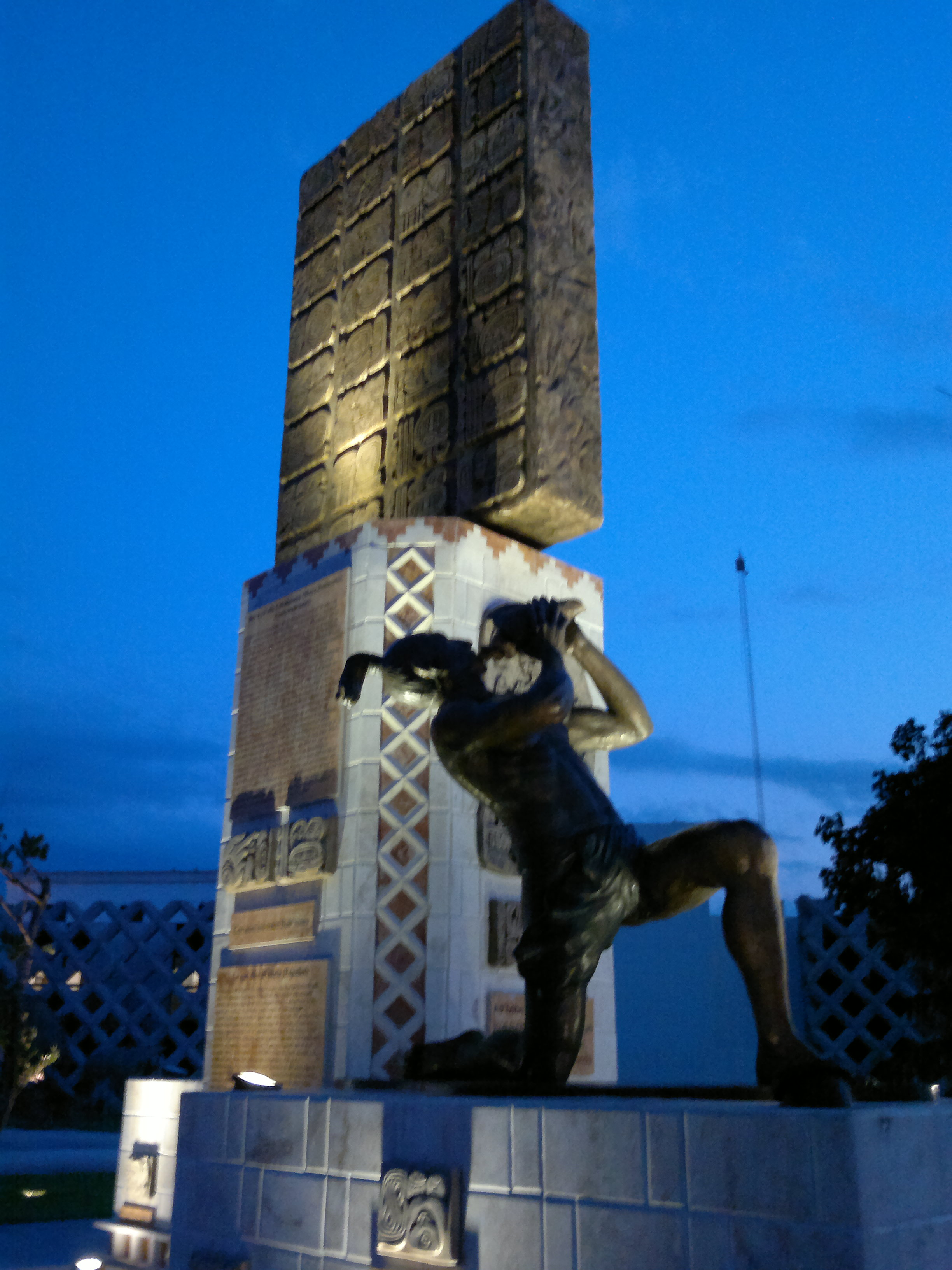
Imagen de un maya anocheciendo, en el Gran Museo del Mundo Maya de Mérida.

El Gran Museo del Mundo Maya recibió en el año 2012, el Premio denominado 'Best Pathfinder Project', otorgado por el comité organizador del evento 'Partnership Awards', en la categoría de 'Proyectos Innovadores para la preservación del patrimonio cultural y su divulgación'.
De igual forma, el Gran Museo del Mundo Maya de Mérida se hizo acreedor el 21 de marzo de 2013 al Premio CIDI, por ser la Obra Emblemática del 2013.